# یه‌شو

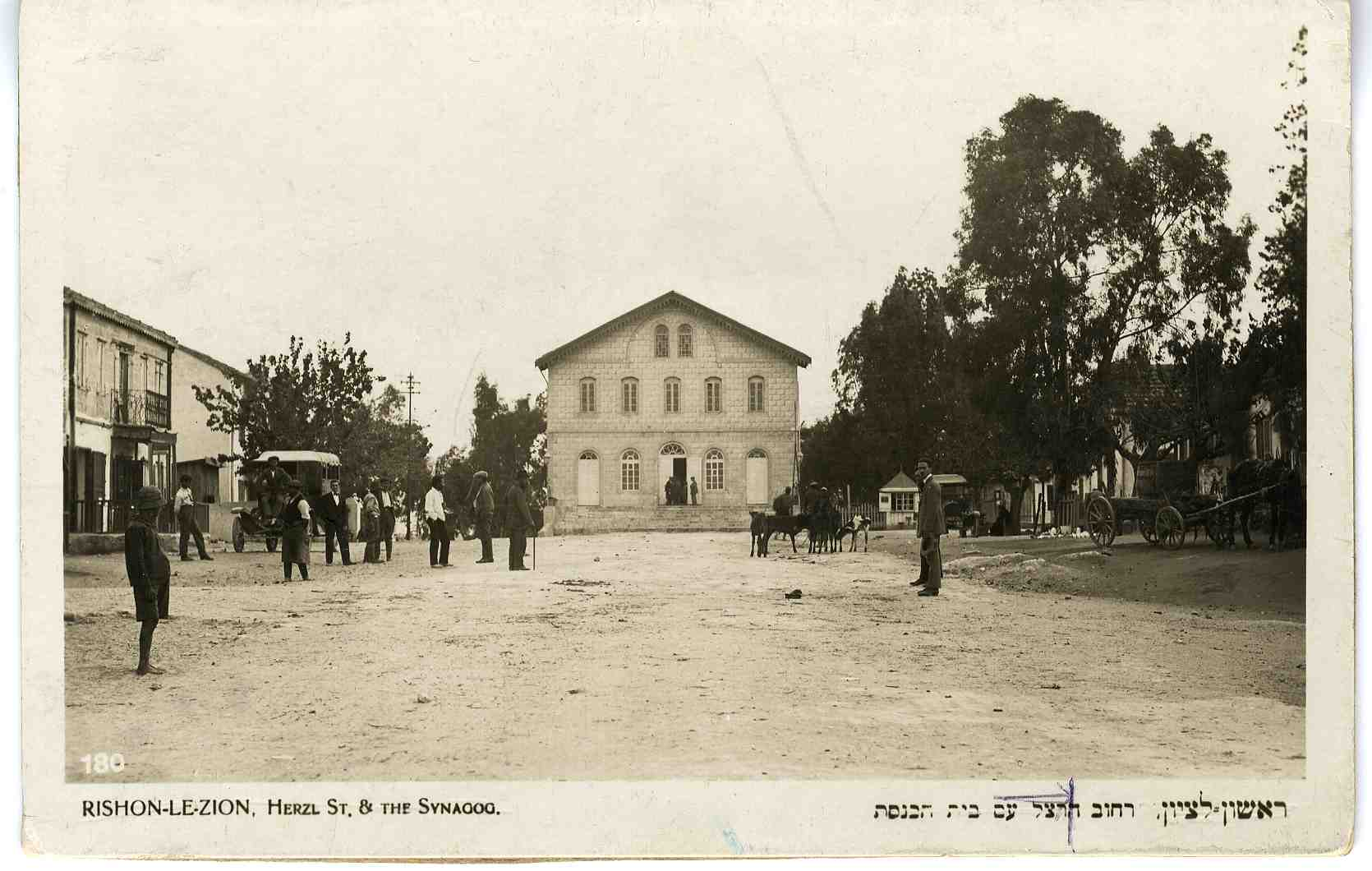
ییشو یهودی در ریشون لتسیون، ۱۸۸۲

یه‌شو (به عبری: הישוב، یا زیست‌گاه) یا ها-یه‌شو (به عبری: ישוב) به مکان‌های زیست یهودیان در سرزمین فلسطین (شامل سوریه عثمانی تا ۱۹۱۷ و فلسطین تحت سرپرستی بریتانیا پیش از اعلام وجود کشور اسراییل در ۱۹۴۸ گفته می‌شد. این واژه امروزه در زبان عبری برای اشاره به ساکنان یهودی سرزمین اسراییل پیش از ۱۹۴۸ به کار می‌رود؛ از جمله در مناطقی از سوریه عثمانی در سال‌های ۱۸۸۰ که نزدیک به ۲۵٬۰۰۰ یهودی در آنجا زندگی می‌کردند، تا سال‌های منتهی به ۱۹۴۸ که نزدیک به ۶۳۰٬۰۰۰ یهودی در فلسطین ساکن بودند.
از یه‌شو قدیم و یه‌شو جدید گاه برای تمییز میان یهودیانی که تا پیش از علیای نخست در فلسطین زندگی می‌کردند استفاده می‌شود. ساکنان یه‌شو قدیم یهودیان مذهبی بودند که بیشتر در اورشلیم، صفد، طبریه و هبرون زندگی می‌کردند. جوامع کوچکی در یافا، حیفا، عکا، نابلس، و شفا امر زندگی می‌کردند. تا هنگام فرارسیدن جنبش صهیونیستی در سده ۱۹ و ۲۰ میلادی، بیشتر ییشوویان قدیم وقت خود را صرف پرستش و خواندن تورات می‌کردند و از سوی یهودیان دور از وطن تأمین می‌شدند.